# 카날 그란데

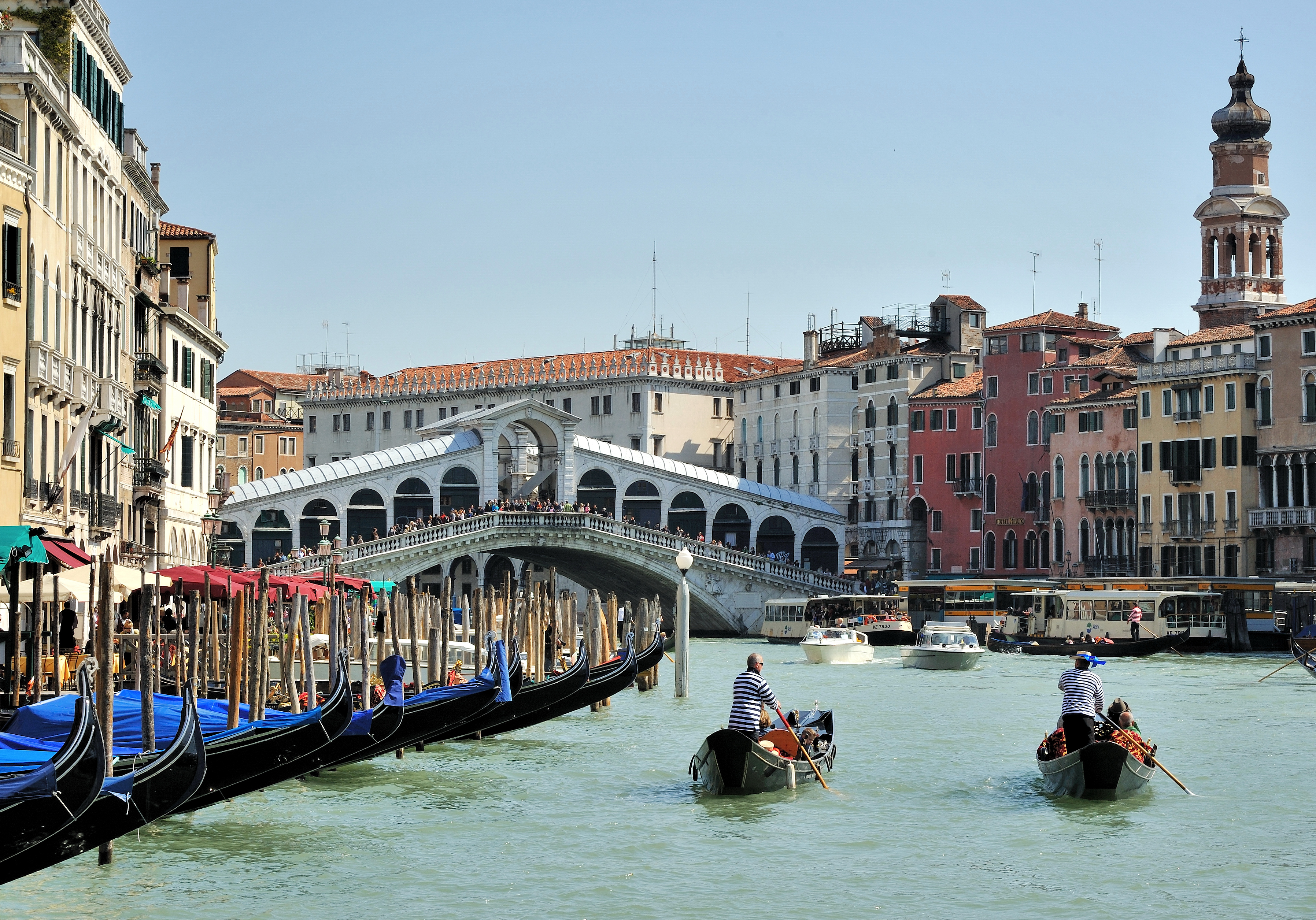
카날 그란데

카날 그란데(이탈리아어: Canal Grande)는 이탈리아 베네치아에 위치한 운하이다. 예부터 수상 교통의 중심 역할을 해왔다. 대중 교통 수단으로는 수상 버스(바포레토)와 사설 수상 택시가 운행되고 있다. 추가적으로 많은 관광객들은 곤돌라로도 이용한다.
운하의 한쪽 끝은 베네치아 산타 루치아 기차역 인근 석호로 이어지고 나머지쪽은 산마르코로 이어진다. 총길이는 3.8km, 폭은 30-90m, 평균 수심은 5m이다.

## 같이 보기
- 베네치아 공화국